# Compañía Ganadera Atotonilco Sociedad Cooperativa de Producción
Compañía Ganadera Atotonilco Sociedad Cooperativa de Producción egy település Mexikó Durango államának keleti részén, Cuencamé község területén. 2010-ben négy lakóházzal rendelkezett, lakossága 20 fő volt (ebből 12 nő és 8 férfi). Miután 2014. augusztus 15-én a Fracc. del Movimiento Ciudadano por la Democracia de Valparaíso nevű települést beolvasztották Valparaíso városába, és elvesztette önállóságát, az 57 betűből és 6 szóközből álló nevű Compañía Ganadera Atotonilco Sociedad Cooperativa de Producción vált az ország leghosszabb nevű településévé.

## Földrajz
A település Cuencamé község közepén, rétek és legelők között terül el, légvonalban 17–18 km távolságban a 40-es főúttól, ahonnan Yerbanísnél letérve közelíthető meg.

## Népesség
A település népessége a közelmúltban így változott:
| Év   | Lakosság |
| ---- | -------- |
| 2005 | 26       |
| 2010 | 20       |